# صخره (فیلم)
صخره (به انگلیسی: The Rock)، فیلمی اکشن است که در سال ۱۹۹۶ به صورت عمده در جزیره آلکاتراز و منطقه خلیج سانفرانسیسکو ساخته شد. توسط مایکل بی کارگردانی گردید، کارگردان پسران بد، با درخشش و بازی شان کانری، نیکلاس کیج و اد هریس. همچنین توسط دان سیمپسون و جری بروکهایمر تهیه گردید، تهیه‌کنندگان سلاح درجه یک و جریان سرخ، و به واسطه هالیوود پیکچرزِ دیزنی پخش گردید. فیلم به سیمپسون اهدا شده که ۵ ماه قبل از پخش فیلم فوت کرد. این اولین فیلمی بود که کیج و بروکیمر با هم کار کردند.

## داستان فیلم
ایکس هامل (اد هریس) فرمانده نیروی شناسایی سپاه تفنگداران دریایی است که به خاطر بی‌عدالتی و بی‌توجهی یعنی عدم ترفیع درجه و حمایت مادی و معنوی برای خود و خانواده‌شان در دستگاه نظامی و حکومتی به همراه همتایان دریادار با رتبه‌های پایین‌تر خود تصمیم به قیام به شیوه‌ای غیرانسانی می‌گیرند. وی و نیروهایش به انبار سلاحی حمله می‌کنند و تعدادی موشک مسلح به عامل عصبی وی. ایکس می‌ربایند. سپس به جزیره آلکاتراز هجوم می‌برند و در زندان آلکاتراز ۸۱ توریست را که برای گردش و تفریح و بازدید زندان آماده‌اند در سلول‌های زندان گروگان می‌گیرند.
دکتر استنلی گودسپید (نیکولاس کیج) متخصص سلاح‌های شیمیایی اف‌بی‌آی است که در خنثی کردن بمب و مهار کردن سلاح‌ها نیز دست دارد. با او هنگامی آشنا می‌شویم که با دستیار خود باید بسته‌ای که از بوسنی آمده را بررسی کنند. بسته را داخل محفظه‌ای از آزمایشگاه محل کار باز می‌کنند و عروسکی را در آن پیدا می‌کنند که بر اثر بی احتیاطی عروسک فرستاده شده که تله‌است شروع به تصاعد گازی خورنده که لباس آن دو را می‌خورد می‌کند. از طرفی بمبی در بسته وجود دارد که تا دقایقی دیگر منفجر خواهد شد. گودسپید بالأخره موفق به خنثی کردن بمب می‌شود و خطر را رفع می‌کند.
هامل با اف‌بی‌آی تماس می‌گیرد و موضوع را به مدیر آن، جیمز وُمَک (جان اسپنسر) گزارش می‌دهد. ومک با سران نظامی آمریکا در پنتاگون گرد هم می‌آیند تا در مورد قضیه با هم مشورت کنند. از طرفی تماس بین آن‌ها و هامل برقرار می‌شود که خواسته خود را مطرح می‌کند. بعد از مشورت و صحبت پیرامون مشکل موجود راه حل‌هایی را مطرح می‌کنند که نهایتاً یا باید توسط شلیک موشک‌های پلاسمای حرارتی توسط جنگنده‌های خود اقدام کنند یا پیشتر از آن شانس خود را با فرستادن نیروهای زبده خود به آلکاتراز به صورت مخفیانه امتحان کنند. رفتن به آنجا نباید به صورتی انجام پذیرد که برای هامل و نیروهایش قابل شناسایی باشد، پس برای ورود به آلکاتراز به شکل مخفیانه نیاز به نقشه کامل آنجا دارند. اما نقشه‌هایی که در اختیار دارند شامل جزئیات مورد نیاز برای وارد شدن نیست. یکی از افراد ارشد حاضر پیشنهاد می‌دهد که از فردی که از آلکاتراز فرار کرده‌استفاده کنند. ومک و او در صحبت‌های خصوصی به نتیجه می‌رسند و ومک که مخالف است، راضی به راه حل او می‌شود.
جان پاتریک میسون (شان کانری) مردی است بدون هویت. وی در پرونده خود نام و نشانی ندارد! تنها فرزند دختری دارد که وجود هویت وی را نشان می‌دهد. او در اس.ای. اس دوره نظامی دیده و کارمندی انگلیسی است که فایل‌های مربوط به فساد بعضی از آمریکایی‌ها و اروپائیها و تمام اعضای انگلیسی پارلمان و حتی رئیس‌جمهور را که در اختیار جی. اوجر هوور، رئیس اف‌بی‌آی است را می‌دزدد، و از جریان کل فسادها و اطلاعات محرمانه از جمله تصادف روزولت و قتل کندی با خبر می‌شود. وی را بدون محاکمه به زندان می‌اندازند. او از زندان آلکاتراز فرار کرده و برای همین نقشه و تو در توهای زندان آلکاتراز را می‌شناسد. وی همان فردی است که سرانجام سران نظامی، تصمیم به استفاده از او برای راهنمایی نیروهای خود می‌گیرند. برای همین میسون را از زندان بیرون می‌آورند.
میسون از دست مأموران می‌گریزد. بعد صحنه‌هایی از تعقیب و گریز میسون که سوار یک دستگاه خودروی هاموی است و مأموان پلیس را در خیابان‌های شهر داریم. پلیس‌ها موفق به تعقیب و دستگیری میسون نمی‌شوند. از طرفی گودسپید نیز با یک فراری اف۳۵۵ به دنبال میسون است که او نیز مانند پلیس‌ها موفق نمی‌شود. حتی در این راه فراری سوار شده را که از کسی با عنوان پلیس گرفته بود از دست می‌دهد. بعد سوار موتور سیکلت یک پسر در خیابان می‌شود و با دوست قدیمی خود که به پرونده‌های فدرال دسترسی دارد تماس می‌گیرد و تقاضای کمک می‌کند، در نهایت گودسپید با جید انجلو دختر میسون و محل زندگی او آشنا می‌شود و حدس می‌زند که میسون باید به سراغ او برود بنابراین به طرف منزل او می‌رود و منتظر میسون می‌شود که میسون نیز منتظر خروج دخترش از خانه است تا او را تعقیب کند. و همین کار را هم می‌کند و در پارکی او را با دوستش پیدا می‌کند و با او صحبت می‌کند. گودسپید محل میسون را به پلیس‌ها گزارش می‌دهد. طولی نمی‌کشد که مأموران پلیس با خودروهایشان منقطه را محاصره کرده و میسون را دستگیر می‌کنند. میسون به عنوان راهنما با گروه اعزامی وارد منقطه آلکاتراز می‌شوند. اما برای نزدیک شدن به آنجا از بالگردهایی استفاده می‌کنند که موجب جلب توجه هامل و گروهش می‌شود؛ بنابراین آن‌ها حدس ورود آن‌ها را می‌زنند.
بعد از ورود به آلکاتراز میسون به گروه پیشنهاد می‌دهد که به طرف حمام بروند. به طرف حمام راهی می‌شوند که هامل و گروهش از قبل در تمام دریچه‌های ورودی و مناطق حساس سنسورهایی را نصب کرده‌اند در صورت وجود جنبش و تکانه‌ای در آن مناطق از ورود افراد آگاه شوند. حمام نیز از این کار مستثنی نمی‌ماند و دریچه ورودی آن دارای یک سنسور است. نیروهای ارتش اعزامی نیز از این ماجرا آگاه می‌شوند و سنسور را خنثی می‌کنند اما باعث خبردار شدن هامل و نیروهایش می‌شود. هامل به همراه نیروهایش به طرف حمام یورش برده و از بالا نیروهای اعزامی را محاصره می‌کنند. بعد از یک سانحه که موجب درگیری می‌شود تمام نیروهای اعزامی از بالا مورد هدف قرار گرفته و کشته می‌شوند.
فقط میسون و گودسپید باقی می‌مانند. میسون تصمیم به فرار می‌گیرد و گودسپید سعی بر جلوگیری او دارد. میسون با اینکه می‌خواهد فرار کند، اما می‌ماند و به گودسپید برای انجام عملیات کمک می‌کند. البته این قضیه چند بار تکرار می‌شود و میسون تصمیم به رفتن و کمک می‌گیرد. اما در نهایت با کمک میسون گودسپید تمام موشک‌ها را خنثی می‌کند و میسون تقریباً تمام افراد هامل را می‌کشد. بعد از پاک‌سازی منطقه گودسپید به یاد می‌آورد که باید بعد از انجام عملیات برای جلوگیری از موشک باران پلاسمای حرارتی منقطه منورهایی را روشن کند.
از طرفی در حین درگیری ارتباط بین دو نفر باقی‌مانده از عملیات و نیروهای نظامی قطع می‌گردد و آن‌ها فکر می‌کنند که آن دو نفر کشته شده‌اند. مهلت آن‌ها به انتهای خود نزدیک می‌شود برای همین جنگنده‌ها خود را مجهز به موشک‌هایی با کلاهک پلاسمای حرارتی کرده و به طرف آلکاتراز حرکت می‌کنند. در حالی که جنگنده‌ها به منطقه نزدیک می‌شوند، مأمورین همچنان در امید دیدن دود و آتش منور هستند که با روشن آن توسط گودسپید خبر را به مقامات بالا ارجاع می‌دهند. این در حالی است که از بالا شمارش معکوس برای شلیک موشک‌ها توسط جنگنده‌ها آغاز شده درست در لحظات آخر فرمان توقف به جنگنده‌ها می‌رسد اما یکی از جنگنده‌ها یکی از موشک‌های خود را شلیک کرده که به منطقه اصابت کرده و منفجر می‌شود. اما کسی در این حادثه کشته نمی‌شود.
گودسپید که توسط میسون چند بار جانش نجات داده شده، تصمیم به کمک به میسون می‌گیرد و به مقامات ارشد گزارش کشته شدن میسون را در انفجار می‌دهد. میسون نیز جای فایل‌ها و میکروفیلم‌هایی را که قبلاً ربوده به گودسپید می‌گوید. فیلم در حالی تمام می‌شود که گودسپید و دوست دخترش در حال برداشتن فایل‌ها و فرار از کلیسا هستند.

## سلاح‌های شیمیایی اشاره شده در فیلم
سلاح شیمیایی استفاده شده در فیلم ماده وی‌ایکس (عامل اعصاب) است که یکی از کشنده‌ترین و مرگبارترین سلاح‌های شیمیایی در جهان به‌شمار می‌رود. همچنین موشک‌های استفاده شده در فیلم یک ماکت و شبیه‌سازی از موشک‌های ام ۵۵ است که در دهه ۱۹۵۰ میلادی به عنوان سلاح شیمیایی و ابزاری برای حمله با استفاده از ماده وی ایکس طراحی و تولید گردید. این موشک‌ها در خلال دهه ۱۹۶۰ به صورت گسترده توسط ارتش ایالات متحده انبار می‌شدند. محل نگهداری این موشک‌ها در کارخانه تسلیهات شیمیایی آمریکا در اوکیناوا ژاپن بود. اما در دهه ۱۹۹۰ تمامی این موشک‌ها به آب‌سنگ جانستون منتقل شده و نابود گردیدند.

## منشأ نام فیلم
نام فیلم لقب جزیره آلکاتراز است که به «صخره» نیز شهرت دارد.